# Kerfourn
Kerfourn (bretonisch: Kerforn) ist eine französische Gemeinde mit 842 Einwohnern (Stand 1. Januar 2022) im Département Morbihan in der Region Bretagne. Sie gehört zum Gemeindeverband Pontivy Communauté.

## Geographie
Kerfourn liegt im Norden des Départements Morbihan und gehört zum Pays de Pontivy.
Nachbargemeinden sind Noyal-Pontivy im Westen, Nordwesten und Norden, Gueltas im Nordosten, Crédin im Osten sowie Évellys im Südosten und Süden. 
Der Ort liegt etwas abseits von Straßen für den überregionalen Verkehr. Die wichtigste Straßenverbindung ist die D700/D768 (ehemals Route nationale 168), die mehrere Kilometer westlich der Gemeinde vorbeiführt.  
Nebst zahlreichen Teichen sind mehrere Bäche (Belle Chère, Runio und Le Guern) die bedeutendsten Gewässer. Diese bilden zugleich teilweise die Gemeindegrenze.

## Bevölkerungsentwicklung
| Jahr      | 1962 | 1968 | 1975 | 1982 | 1990 | 1999 | 2006 | 2019 |
| Einwohner | 769  | 765  | 713  | 731  | 773  | 724  | 793  | 833  |

## Geschichte
Die Gemeinde gehört historisch zur bretonischen Region Bro Gwened (frz. Vannetais) und innerhalb dieser Region zum Gebiet Bro Pondi (frz. Pays de Pontivy) und teilt dessen Geschichte. Sie entstand 1839 durch eine Aufsplitterung der damaligen Gemeinde Noyal-Pontivy in fünf Gemeinden.

## Sehenswürdigkeiten
- Kirche Saint-Éloi-et-Saint-Vincent-Ferrier aus den Jahren 1896/1899 mit Kultgegenständen aus der Vorgängerkirche aus dem 15. Jahrhundert, Monument historique
- Gebetshaus Notre-Dame de Lourdes aus dem 20. Jahrhundert im öffentlichen Park
- Haus von Kervellec
- Haus von Le Rohic mit Brotofen
- Brunnen Saint-Vincent aus dem 17. Jahrhundert in Le Clézio
- Brunnen Saint-Eloi aus dem 17. Jahrhundert
- eine Wasser- und eine Windmühle in Guerniquello und Lindreux

Quelle:

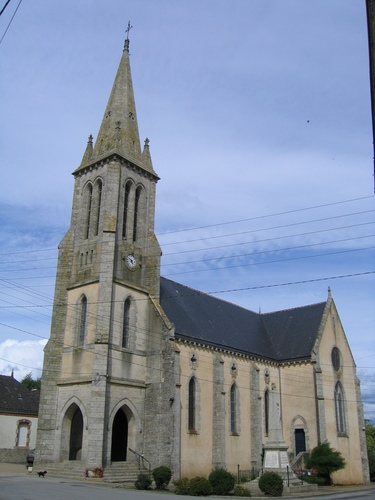
Kirche Saint-Éloi-et-Saint-Vincent-Ferrier
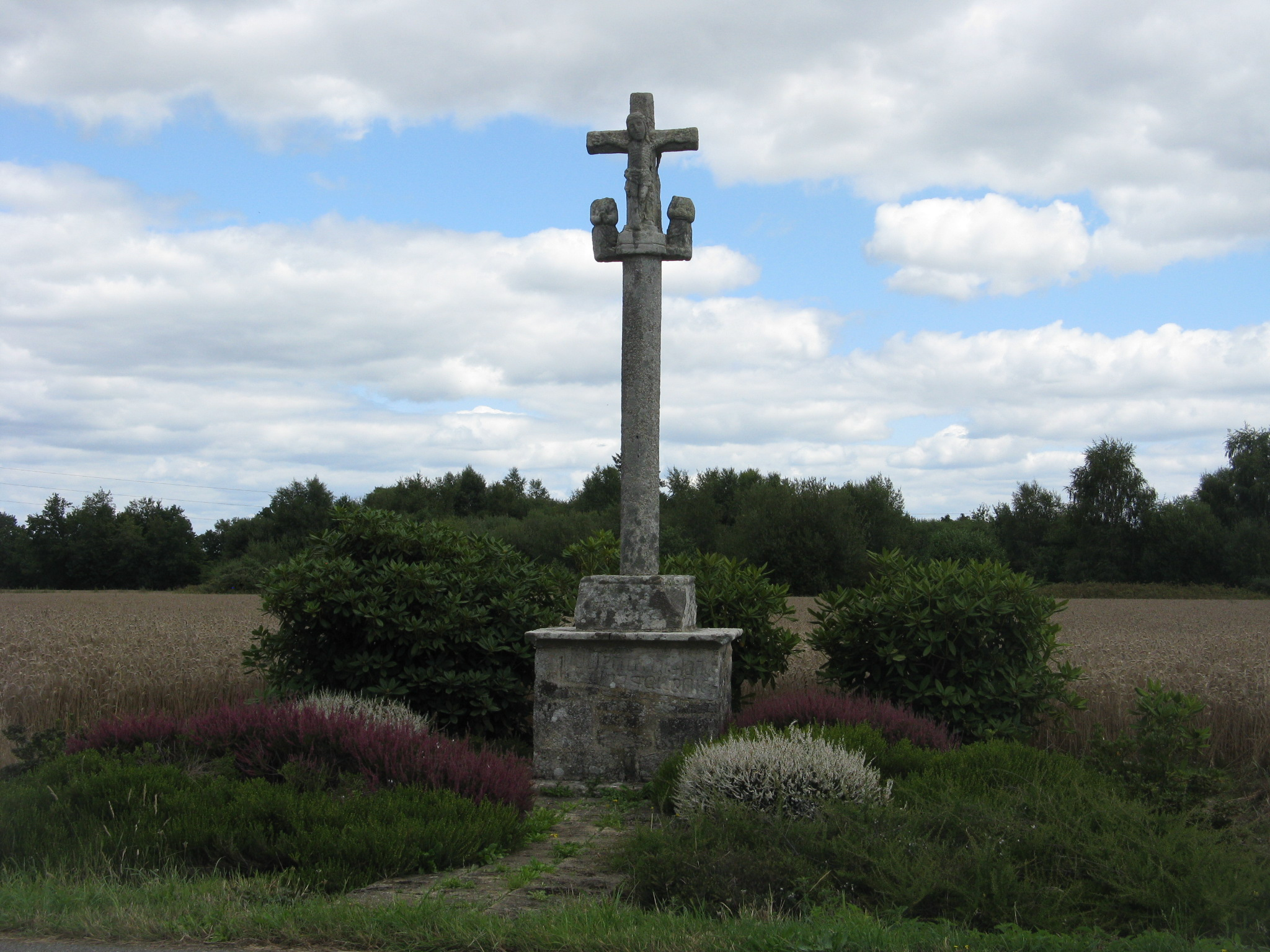
Wegkreuz
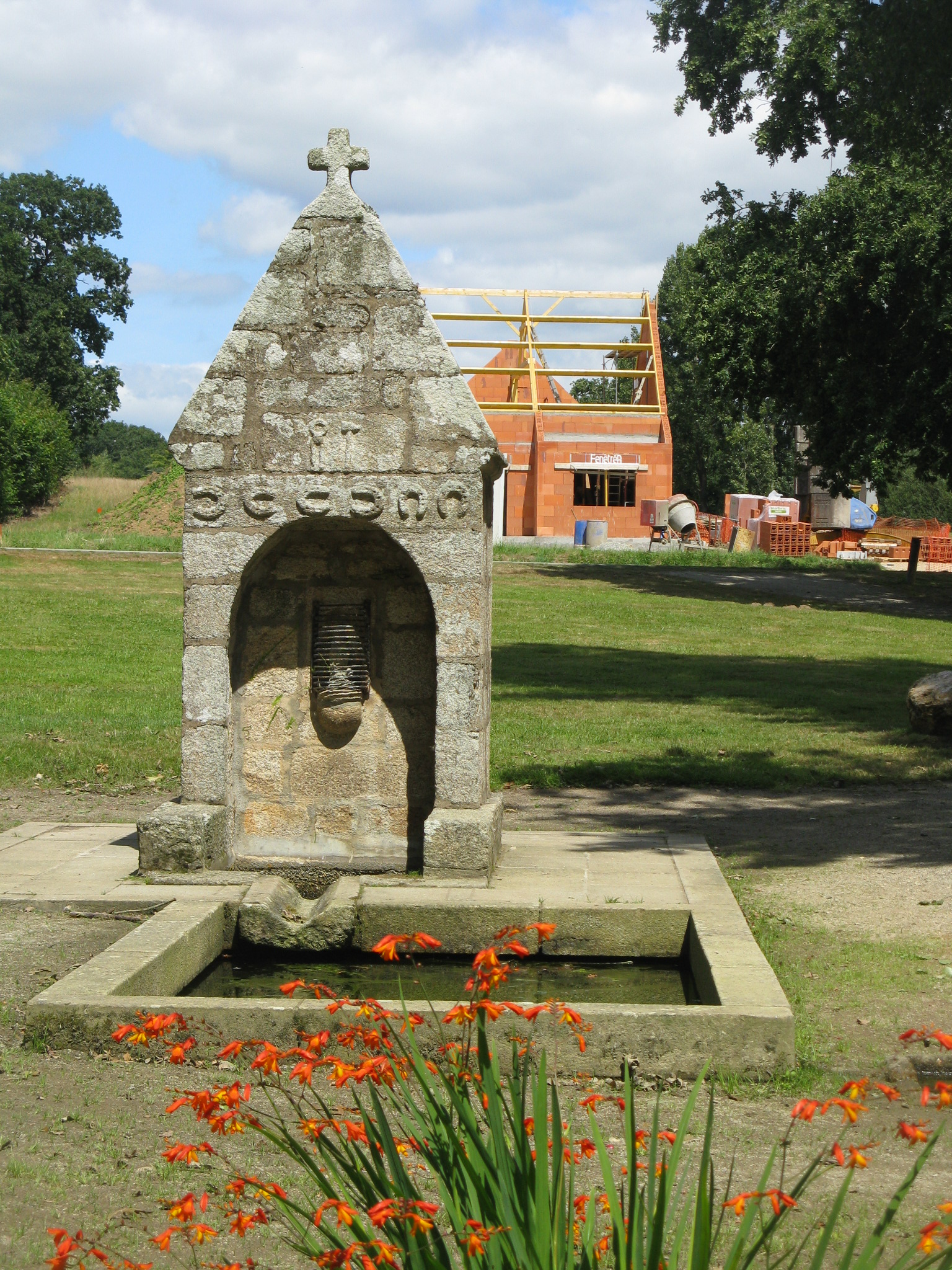
Brunnen Saint-Eloi
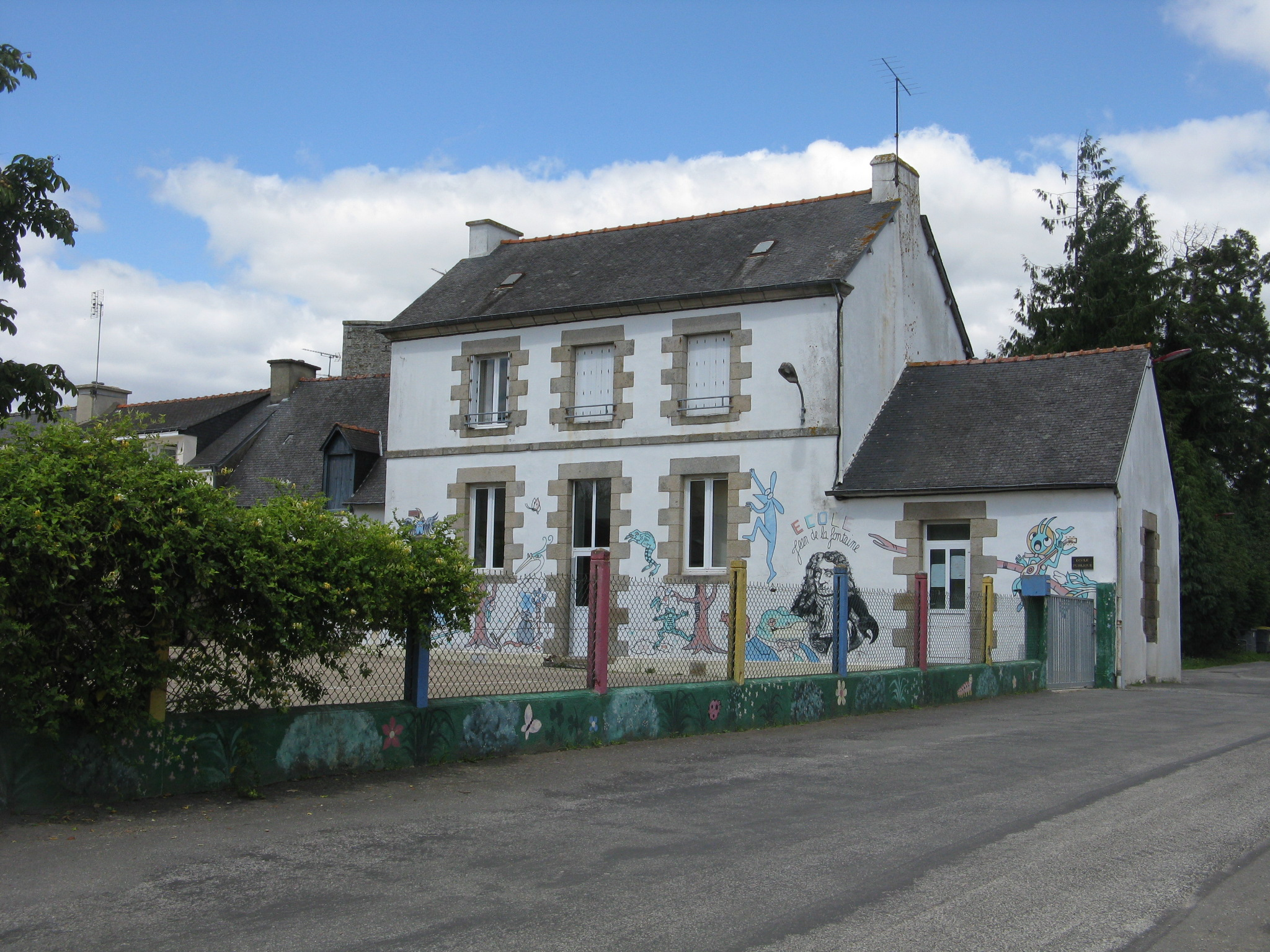
Schule Jean de la Fontaine